# American Rocket Company

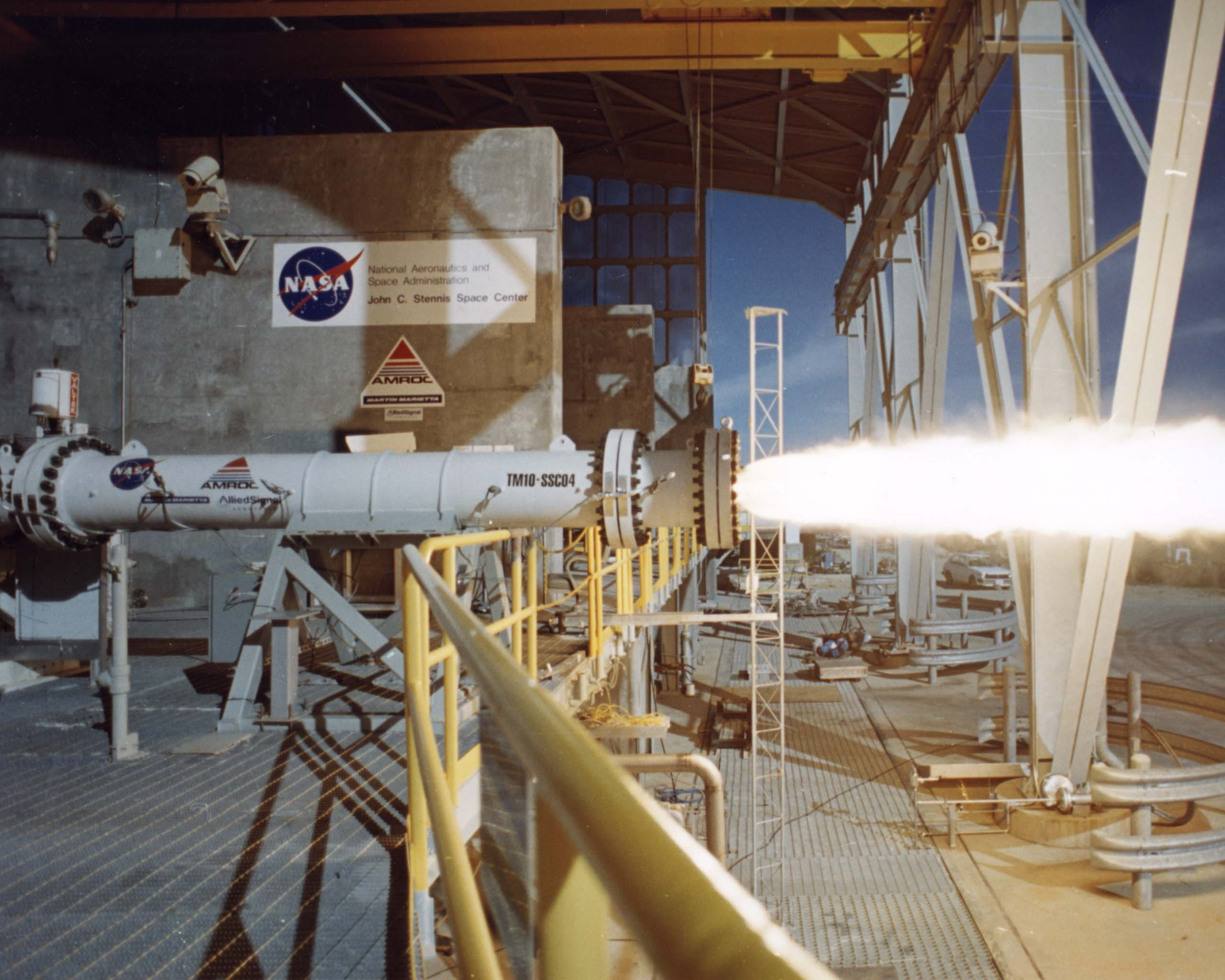
La société AMROC teste en 1994 sur un banc d'essais du centre spatial Stennis un moteur hybride d'une poussée de plus de 4 tonnes.

L'American Rocket Company, plus communément désignée par son acronyme AMROC, est une société américaine fondée en 1985 dans le but de mettre au point des moteurs-fusées hybrides.

## Historique
AMROC résulta de la réorganisation de la société Starstruck (1981-1985) qui avait tenté de mettre au point une fusée-sonde de 8 tonnes, baptisée Dolphin, utilisant une propulsion hybride. Entre 1985 et 1996, AMROC construit 139 moteurs hybrides de différentes tailles utilisant principalement la combinaison d'ergols oxygène liquide/PBHT avec des poussées allant de 20 à 1100 kiloNewtons (0,2 à 11 tonnes). Entre 1990 et 1993, la société travaille principalement sur le développement du lanceur léger AQUILA capable de placer 900 kilogrammes en orbite basse sans parvenir à en faire une fusée opérationnelle. AQUILA utilisait un moteur hybride de 10 tonnes de poussée. Lui succède le projet Hybrid Technology Option Project (HyTOP) (1993-1994) développé conjointement avec CSD (United Technology Corp Chemical Systems Division) et Martin Marietta dont l'objectif était de démontrer qu'un moteur hybride pouvait être développé pour un coût réduit. En 1995, AMROC perd ses sources de financement et doit cesser ses activités. Ses brevets sont rachetés par la société SpaceDev qui poursuit les recherches en collaboration avec Thiokol et fournira le moteur hybride propulsant l'avion-fusée SpaceShipOne. Les trois sociétés qui se sont succédé (Starstruck, AMROC et SpaceDev/Thiokol), si elles n'ont pas permis de généraliser l'utilisation de la propulsion hybride, ont démontré sa capacité à être éteinte et rallumée ainsi que ses avantages en matière de sécurité. Le principal problème rencontré a été celui de l'instabilité de la combustion sur des moteurs hybrides de grande taille. 